# Kateřina Šimáčková
Kateřina Šimáčková (nascida em 1966) é uma juíza checa que serviu no Tribunal Constitucional da República Checa a partir de 2013. No dia 28 de setembro de 2021 foi eleita juíza do Tribunal Europeu dos Direitos Humanos em relação à República Checa, substituindo Aleš Pejchal. O seu mandato de nove anos começará no dia 1 de novembro de 2021.